# Dirphya gigantea
Dirphya gigantea är en skalbaggsart som beskrevs av Anton Franz Nonfried 1892. Dirphya gigantea ingår i släktet Dirphya och familjen långhorningar.
Artens utbredningsområde är:
- Malawi.
- Moçambique.

Inga underarter finns listade i Catalogue of Life.